# Selbstschutz
Cet article court présente un sujet plus développé dans : Selbstschutz Oberschlesien et Chronologie du Troisième Reich.

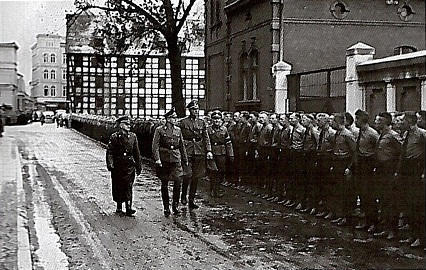
Inspection de la Volksdeutscher Selbstschutz à Bydgoszcz à l'automne 1939.

Le terme de Selbstschutz (en allemand : autoprotection) a désigné au cours de l'histoire plusieurs organisations ou unités paramilitaires. Elles se sont principalement constituées dans le monde germanique, en particulier parmi les minorités allemandes se trouvant dans des territoires d'autres pays.
- La première d'entre elles est le Selbstschutz Oberschlesien, formé fin 1920 en Haute-Silésie, et qui prend part côté allemand à la troisième insurrection en Silésie, région plébiscitaire à la nouvelle frontière germano-polonaise. On y rattache sa police secrète, la Spezialpolizei des Oberschlesischen Selbstschutz.
- Selon une même aspiration, et dans le cadre général de l'agitation générée par l'accession au pouvoir du parti national-socialiste en Allemagne, divers groupes se forment dans les territoires limitrophes à forte minorité allemande ou germanophone :
  - En Pologne, on peut citer le Jungdeutsche Partei (en), la Deutsche Vereinigung für Posen und Pommerellen (de), le Deutscher Volksbund für Polnisch-Schlesien (de) et autre Deutscher Volksverband (en), organisation que le SD entraîne, organise et transforme bientôt en Volksdeutscher Selbstschutz.
  - En France, la Selbstschutzpolizei est entre 1943 et 1944 une police auxiliaire du SD, composée de Français.